# 弗羅蘭
弗羅蘭（挪威語：Froland）是挪威阿格德爾郡的一個市镇，行政中心为貝拉克斯塔村。市镇面积为645平方公里，人口数量为5,951人（2020年），人口密度为每平方公里9.9人。